# سورنا
سورنا یا سورن (رستم سورن پَهلَو)

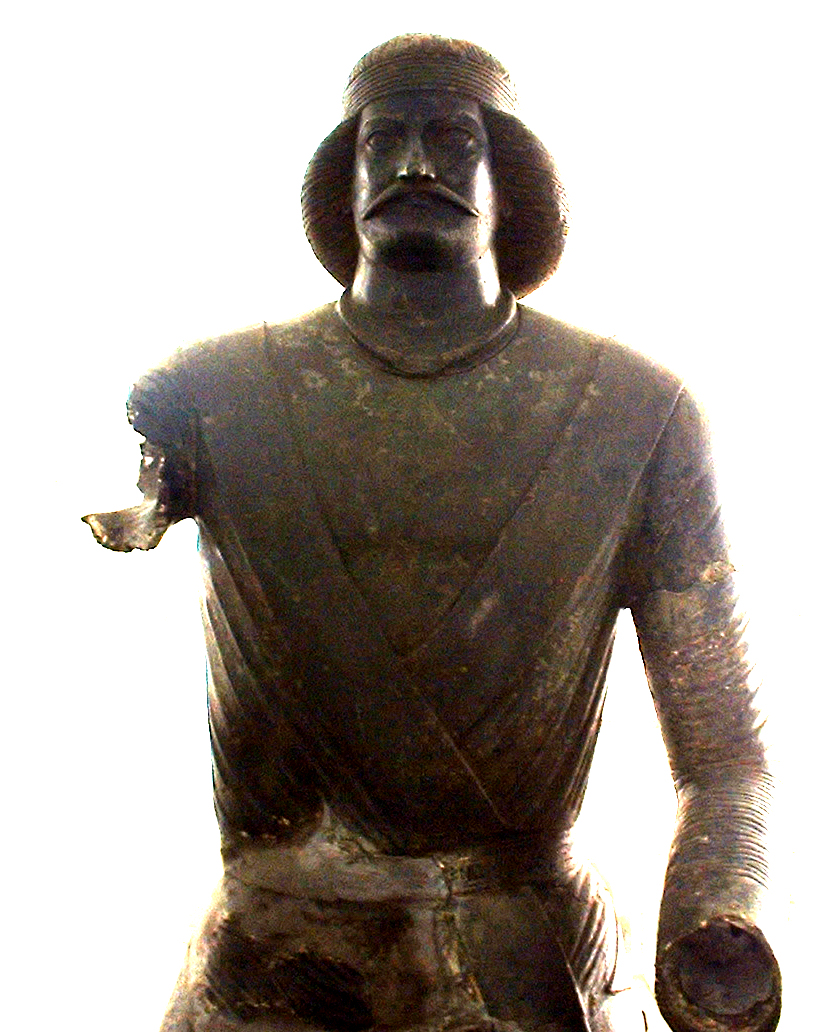
تندیس بزرگ‌زادهٔ اشکانی که گفته می‌شود شمایل سردار سورنا است. این تندیس در ایذه یافته شده و اکنون در موزهٔ ملی ایران جای دارد.

(۸۲–۵۳ پ. م) سیاستمدار و سپهبد ایرانی و رئیس خاندان سورن در دورهٔ اشکانی بود. وی با وجود عمر کوتاهش از شهرت خاصی در میان مردم باستان برخوردار بود.
پلوتارک از سورنا به عنوان بلندقامت‌ترین و خوش‌چهره‌ترین مرد زمان خود یاد کرده است.

## ویژگی‌ها
سورنا از خاندان سورن، یکی از هفت خاندان معروف دوره اشکانی، بود که قلمرو آن‌ها در سیستان قرار داشت. واژه سورن در زبان پهلوی اشکانی به‌معنای نیرومند به کار می‌رفت و این خاندان وظیفه تاج‌گذاری شاه پارت را به‌طور موروثی بر عهده داشتند. مورخان عهد باستان سورنا را سرداری قدبلند، خوش‌سیما با موهای بلند، خردمند، قدرتمند، جنگجو و شجاع توصیف کرده‌اند. منابع تاریخی به‌علت تعلق او به خاندان سورن او را در قدرت و دلیری بی‌مانند دانسته‌اند.
در برخی منابع گفته شده است که او به شیوه جنگجویان پیشین، پیشانی‌بندی بر پیشانی خود می‌بست؛ همچنین طبق توصیف مورخان، بسیاری از ویژگی‌های او که از سرزمین سیستان برخاسته بود با ویژگی‌های رستم دستان مشترک است. به این جهت برخی از پژوهشگران او را با رستم دستان، قهرمان حماسی فردوسی در کتاب شاهنامه، یکی دانسته‌اند

## زندگینامه سورنا
رستم سورن پهلو، معروف و مشهور به سورنا (Surena)، در سال ۸۲ پیش از میلاد در سیستان، قلمرو خاندان سورن به دنیا آمد و در سال ۵۳ پیش از میلاد درگذشت. مورخان نام پدر او را آرش و نام مادرش را ماسیس ذکر کرده‌اند. از اوایل زندگی سورنا اطلاعات دقیقی در دست نیست؛ اما از متون باستانی ایران چنین برمی‌آید در دوره کودکی او در عهد حکومت ارد اول بود و در عصر پادشاهی مهرداد چهارم اشکانی به درجه سپهبدی دست یافت؛ سپس در دوره حکومت ارد دوم، فرمانده جنگ ایرانیان با روم شد.
سورنا در دوره شاهی ارد دوم از لحاظ ثروت و شهرت، بعد از شاه اشکانی قرار داشت و هنگام تاج‌گذاری شاه، به‌علت جایگاه خانوادگی خود در خاندان سورن، تنها کسی بود که اجازه داشت کمربند پادشاهی را برای شاه ببندد. او همچنین به‌علت متحد کردن مردم سیستان برای پشتیبانی از شاه اشکانی در جنگ با روم نقش مهمی در تحولات سیاسی عصر خود داشت.
سورنا با وجود عمر کوتاهی که داشت، از شهرت زیادی در بین مردم برخوردار شد. او که شهر سلوکیه (Seleucia) را به تصرف خود درآورد. وی اولین کسی بود که بر بالای دیوار سلوکیه برآمد و کسانی که از شهر دفاع می‌کردند را به زیر افکند. سورنا در این دوره بیشتر از ۳۰ سال نداشت؛ با این وجود به احتیاط و خردمندی مشهور بود و با استفاده از همین ویژگی‌ها بر کراسوس، سردار روم غلبه کرد؛ اما شاه به‌جای پاداش نیک به سورنا، وی را نابود کرد.

## نبردهای سورنا

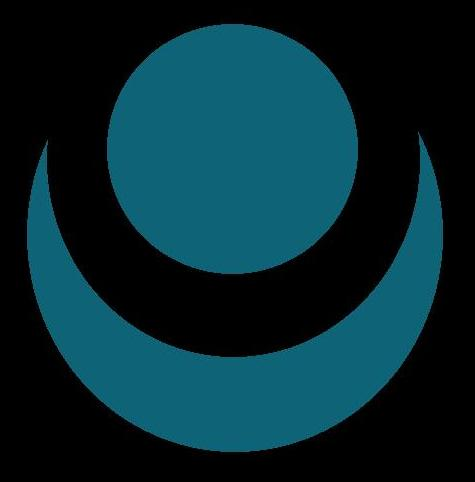
نشان خاندان سورن

ژولیوس سزار (Julius Caesar)، کراسوس (Crassus) و پومپه (Pompeius) از فرمانروایان بزرگ روم بودند که سرزمین‌های این کشور را به‌صورت مشترک اداره می‌کردند. آن‌ها در سوم اکتبر سال ۵۶ قبل از میلاد تصمیم گرفتند به ایران حمله کنند. کراسوس که فرمانروای شرق روم بود برای گسترش دولت روم در آسیا قصد حمله به ایران و کشور هند را داشت.
کراسوس در دوره پادشاهی ارد دوم که از سال ۳۸ تا ۵۸ پیش از میلاد به طول انجامید، ناگزیر به رویارویی با دولت ایران شد. او که از سوی سنا برای این کارزار انتخاب شده بود، استان سوریه را که جزئی از خاک اشکانی محسوب می‌شد، گرفت و دست به کشتاری وحشتناک در آن زد.
کراسوس پس از استقرار در سوریه، پادگان‌هایی در آن برپا کرد. سفیری از سمت ارد دوم به نزد کراسوس آمد و از او خواست خاک ایران را ترک کند؛ اما سردار روم پاسخی سخت به او داد و اعلام کرد به‌زودی سلوکیه را هم تصرف می‌کند.
سربازان رومی سوریه و عراق که به توانایی رزمی سربازان ایرانی واقف بودند و می‌دانستند جان سالم به دربردن از تعقیب ایرانیان کار آسانی نیست، از جنگ با ایرانیان هراس داشتند. پارت‌ها تیر و کمان‌هایی داشتند که رومی‌ها با آن آشنا نبودند و با نیرویی تیراندازی می‌کردند که سرعت آن برای سربازان غیرایرانی قابل‌مشاهده نبود. اسلحه جنگی آن‌ها همه چیز را می‌شکست و هیچ وسیله‌ای قدرت مبارزه با آن را نداشت. باوجود این بیم و هراس، کراسوس که قول همراهی آرتاوازد (Artavasdes)، پادشاه ارمنستان را گرفته بود، از رود فرات گذشت و برای پیشگیری از عقب‌نشینی و گریز سربازانش، فرمان داد پل فرات را پشت سر آن‌ها ویران کنند.

## جنگ حران

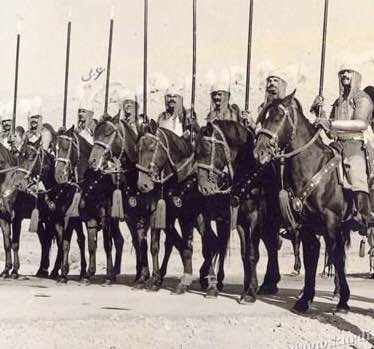
سواران نیزه دار اشکانی

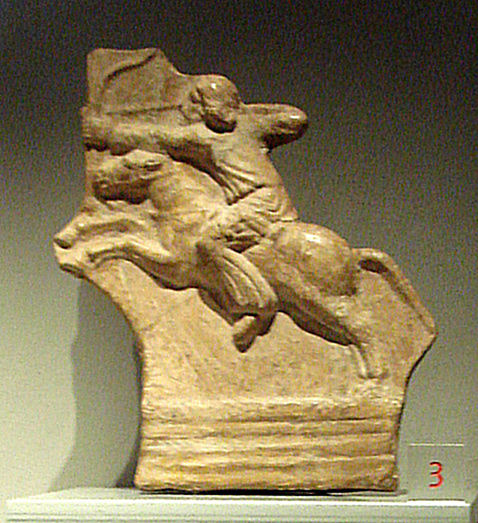
سوار سبک اسلحهٔ اشکانی

جنگ حران در ۶ مه سال ۵۳ پیش از میلاد شروع شد. ارتش ایران برای مقابله با دشمن به دو دسته تقسیم شد. ارد در راس سپاه خود به سوی ارمنستان حرکت کرد تا آرتاوازد را به‌علت خیانت به ایران و همراهی با کراسوس، سر جای خود بنشاند. سورنا نیز در راس سپاهی دیگر عازم عراق شد. سورنا که از حیث نام، نژاد (سیستانی) و ثروت بعد از پادشاه، مقام اول را داشت، هنگام سفر جنگی، بسیار مجلل حرکت می‌کرد. به گفته بعضی منابع، از ۱٬۰۰۰ شتر برای حمل بار و بنه او استفاده می‌شد و ۲۰۰ ارابه نیز حرم سورنا را حمل می‌کردند؛ همچنین هزاران سوار آهنین همراه او و سپاهیان سبک اسلحه نیز پیشاپیش وی حرکت می‌کردند.
کراسوس بعد از مدتی حرکت در بیابان‌های عراق در اطراف شهر حران اردو زد و با مشاهده طلایه‌داران ارتش سورنا، نیروهای خود را آرایش داد و به سوی ایرانیان حرکت کرد. ارتش رومیان بسیار بزرگ و مهیب بود؛ اما ترفند سورنا در استفاده از شیوه جنگی پارتیزانی برای گمراهی رومیان این بود که بخش عمده سپاه خود را پشت صف اول قرار دهد تا درخشندگی سلاح و جوشن‌های سربازان مانع تشخیص تعداد آن‌ها شود. سربازان سورنا خود را با ردا پوشاندند و پس از نزدیک شدن رومیان، آن‌ها را با فریادهای وحشت‌آور و صدای طبل‌های خود به وحشت انداختند. ایرانیان در حالی که ارتش روم را بسیار ترسانده بودند، ناگهان رداهای خود را کنار زدند و با کلاه‌خود و جوشن‌های فلزی همانند شعله‌های بیرون آمده از آتش درخشیدند.
کمان‌داران ایرانی به‌طور ناگهانی حمله می‌کردند و نیروهای رومی را با آرایش مربع احاطه می‌کردند؛ سپس آن‌ها را از هر طرف آماج تیرهای خود می‌گرفتند. آن‌ها سواره‌نظام و پیاده‌های رومی را گیج و زمین‌گیر کرده و انجام هر نوع عملیات را از آن‌ها سلب می‌کردند. سربازان رومی که در صفوف جنگ می‌ایستادند، از زخم تیر ایرانیان هلاک می‌شدند. آن‌ها اگر به سربازان ایرانی حمله می‌کردند کاری از پیش نمی‌رفت؛ زیرا ایرانیان به‌طور ناگهانی و با سرعت از پیش روی آن‌ها دور می‌شدند؛ گویی رومیان از غیب به رگبار بسته شده بودند.
سربازان کراسوس با تمام شدن تیرهای ایرانیان از وضعیت مرگ‌بار رهایی یافتند و با خوشحالی وارد نبرد تن‌به‌تن با ایرانیان شدند؛ اما شترهای فراوانی با بار تیر همراه ارتش سورنا بودند که تیر کمان‌دارها را تجدید می‌کردند.
پسر کراسوس برای پیشگیری از محاصره سربازان خود، با سواره‌نظام و پیاده‌نظام به سوی یک جناح سپاه ایران حمله کرد؛ اما ایرانیان با تکنیک‌های نظامی خود از پیش‌روی رومی‌ها گریختند و آن‌ها را به تعقیب خود وادار کردند. سواره‌نظام سبک اسلحه ایرانی با حمله روی شن‌زارها گرد و غباری عظیم ایجاد کردند تا مانع دید رومی‌ها بشوند، سپس با باران تیرهایی که داشتند دست‌های سربازان روم را به سپرهای آن‌ها و پاهایشان را به زمین دوختند. سواران سنگین اسلحه که اسب‌ها و سوارهای آن‌ها در زره و جوشن بودند با نیزه‌های خود رومی‌ها را در هم کوفتند و از حدود بیش از ۳٬۰۰۰ سرباز رومی تنها ۵۰۰ نفر به‌جای ماند.
سواره‌نظام سبک اسلحه ایرانی، سربازان را از دو جناح احاطه کردند و سواره‌نظام سنگین اسلحه نیز از جبهه مقابل به رومی‌ها حمله و آن‌ها را تار و مار کردند. ایرانیان شب به اردوی خود بازگشتند؛ اما رومی‌ها با رها کردن مجروحان در جنگ، به دژ حران پناه بردند. فردای آن روز ایرانیان به حران رسیدند و با فرا رسیدن شب، کراسوس و همراهانش را که از قلعه گریخته و در کوه‌های اطراف پناه گرفته بودند، محاصره کردند. کراسوس که دیگر توان نبرد نداشت، تسلیم سورنا شد. سردار فاتح سیستانی کراسوس را که گستاخانه به قلمرو شاهی ایران حمله کرده بود، تحقیر کرد و با روش خود او را سوار بر اسب در میان بدکاران شهر سلوکیه چرخاند؛ سپس او را اعدام و سرش را برای ارد ارسال کرد.
افسران رومی دربارهٔ شکستشان از ایران به سنای روم چنین گزارش دادند: سورن فرمانده ارتش ایران در این جنگ از تاکتیک و سلاحهای تازه بهره گرفت. هر سرباز سوار ایرانی با خود مشک کوچکی از آب حمل می‌کرد و مانند ما دچار تشنگی نمی‌شد. به پیادگان با مشکهایی که بر شترها بار بود، آب و مهمات می‌رساندند. سربازان ایرانی به نوبت با روش ویژه ای از میدان بیرون رفته وبه استراحت می‌پرداختند. سواران ایران توانایی تیراندازی از پشت سر را دارند. ایرانیان کمانهایی تازه اختراع کرده‌اند که با آنها توانستند پای پیادگان ما را که با سپرهای بزرگ در برابر آنها و برای محافظت از سوارانمان دیوار دفاعی درست کرده بودیم به زمین بدوزند. ایرانیان دارای زوبین‌های دوکی شکل بودند که با دستگاه نوینی تا فاصله دور و به صورت پی درپی پرتاب می‌شد. شمشیرهای آنان شکننده نبود. هر واحد تنها از یک نوع سلاح استفاده می‌کرد و مانند ما خود را سنگین نمی‌کرد. سربازان ایرانی تسلیم نمی‌شدند و تا آخرین نفس باید می‌جنگیدند. این بود که ما شکست خورده، هفت لژیون را به‌طور کامل از دست داده و به چهار لژیون دیگر تلفات سنگین وارد آمد.
جنگ حران که نخستین جنگ بین ایران و روم به‌شمار می‌رود، دارای اهمیت بسیار در تاریخ است زیرا رومی‌ها پس از پیروزی‌های پی درپی برای اولین بار در جنگ شکست بزرگی خوردند و این شکست به قدرت آنان در دنیای آن روز سایه افکند و نام ایران را بار دیگر در جهان پرآوازه کرد و نام شاهنشاهی اشکانی را جاودانه ساخت.

## سورنا چگونه کشته شد؟
سورنا که از لحاظ ثروت، جایگاه و شهرت بعد از ارد دوم، شاه اشکانی قرار داشت، به واسطه پیروزی در جنگ حران، به قدرت و محبوبیت ویژه‌ای در بین مردم دست یافته بود. او پیش از پیروزی در جنگ نیز به واسطه جایگاه خانوادگی خود در روز تاج‌گذاری شاه، کمربند پادشاهی را به کمر ارد بست و او را به تخت پادشاهی نشاند. سورنا در هنگام فتح سلوکیه و شکست رومیان تنها ۳۰ سال داشت؛ اما ارد، شاه وقت ایران به‌جای اینکه او را ارج نهد و به او پاداش پیروزی در جنگ بدهد، به او حسادت کرد و دستور قتل او را داد.
سورنا با پیروزی بر روم که در آن زمان در دوره اوج اقتدار بود و شکست‌های چندانی را تجربه نکرده بود، نام خود را در تاریخ ایران باستان ماندگار کرد؛ اما شاه اشکانی به‌جای اهدای پاداش، جانش را ستاند. مطالعه تاریخ ایران نشان می‌دهد که سورنا تنها کسی نیست که به این سرنوشت دچار شد؛ بلکه نمونه‌های زیادی از این دست رجال توانمند و خردمند بوده‌اند که به‌علت ترس و حسادت شاه از محبوبیت آن‌ها بین مردم، مورد غضب شاه قرار گرفته‌اند.
.

## یادواره
- خیابانی در تهران با نام سورنا نامگذاری شده است.[۱۱]
- ربات ملی ایران نیز به نام سورنا نام‌گذاری گردیده است.[۱۲]
- شناور ذخیره‌سازی [نفت] سورنا متعلق به شرکت نفت فلات قاره ایران که توسط سکوهای نفتی سروش و نوروز تغذیه می‌شود. این شناور جهت صادرات نفت خام به نفتکش‌های دیگر مورد استفاده قرار می‌گیرد.[۱۳]
- خودروی سورن تولید ملی ایران
- خودروی فرمول دانشجویی سورنا دانشگاه فردوسی مشهد برای اولین بار از ایران در مسابقات اف‌اس‌ای‌ئی (fsae) ایتالیا شرکت کرد.[۱۴]
- کوپن شهری در بخش سورنا شهرستان رستم استان فارس ایران است که در تقسیمات جدید کشوری از شهرستان ممسنی جدا شده و به این شهرستان ملحق شده است. کوپن مرکز بخشی به نام سورنا و یکی از دو بخش شهرستان رستم است.[۲] که با نام سردار سپهبد رستم سورن پهلو قرابت دارد.